# Idá (yoga)
En el hinduismo, idá (en sánscrito: इडा, AITS: iḍā nāḍī), también llamado idá nadi, ganga o chandra nadi, es un término sánscrito para designar al nadi o canal lunar, femenino y a la izquierda del sushumná nadi. Es uno de los tres canales energéticos principales que unen el chakra muladhara y que en espiral llegan hasta el chakra ajna recogiendo la energía que pasa a través de los otros cuatro chakras principales. Los tres nadis —idá, pingalá y sushumná— se juntan en el punto llamado Triveni, que corresponde a la ubicación del chakra ajna.
El idá nadi se asocia con la fosa nasal izquierda. En su recorrido circula energía lunar y por lo tanto se llama chandra nadi ('canal lunar'). Su función es enfriar. De acuerdo a algunos estudiosos, corresponde al sistema nervioso parasimpático y que al activarse el canal envía impulsos a los órganos internos provocando un estado de relajación en los músculos exteriores. Por lo anterior, se dice que el canal refresca, relaja e introvierte.

## En las escrituras
El idá nadi es descrito en el Darśana Upaniṣad, un libro sobre el yoga dentro de los 108 Upaniṣad de la escuela Sama-veda escrito entre el siglo I a. C. y siglo III d. C. En el capítulo VI, shloka (verso) 13, se indica que el canal lunar nace en el chakra muladhara y asciende en espiral hacia arriba atravesando los otros cuatro centros de energía (svadhishthana, manipura, anahata, vishuddha) y plexos en la columna vertebral hasta llegar a un punto de terminación en la raíz de la fosa nasal izquierda.
En el Haṭha Yoga Pradīpikā, libro del siglo XV escrito por Suami Suatmarama, el canal es mencionado en los capítulos II (prāṇāyāma) y III (mudrā) como un canal relacionado con ciertas prácticas de pranayama y mudras como bhastrikā, jālandhara bandha y nāḍī śodhana.
En el Ṣaṭ Cakra Nirūpaṇa, libro del siglo XVI escrito por Pūrņānanda, es mencionado en el shloka 1 como la corriente (nāḍī) de la Luna (Śaktirūpa) ubicada a la izquierda de la columna vertebral. En el shloka 37 se hace referencia a la unión de los tres nadis en el ajna chakra en el punto denominado mukta-triveni.
En el Shiva-samjita escrito en el siglo XVIII, el capítulo II shloka 8 describe que el canal idá recorre el cuerpo para nutrirlo, como las aguas del Ganges celestial. En el capítulo V shloka 104 se indica que del lado derecho del chakra ajna el idá nadi fluye hacia la fosa nasal izquierda.
En el Śivasvarodaya se anota que la respiración por la fosa nasal izquierda influye en las actividades de la mente e indica que predomina la introversión y la creatividad mental, por lo que se debe evitar cualquier actividad extremadamente dinámica o extrovertida.

## Cierre energético y purificación

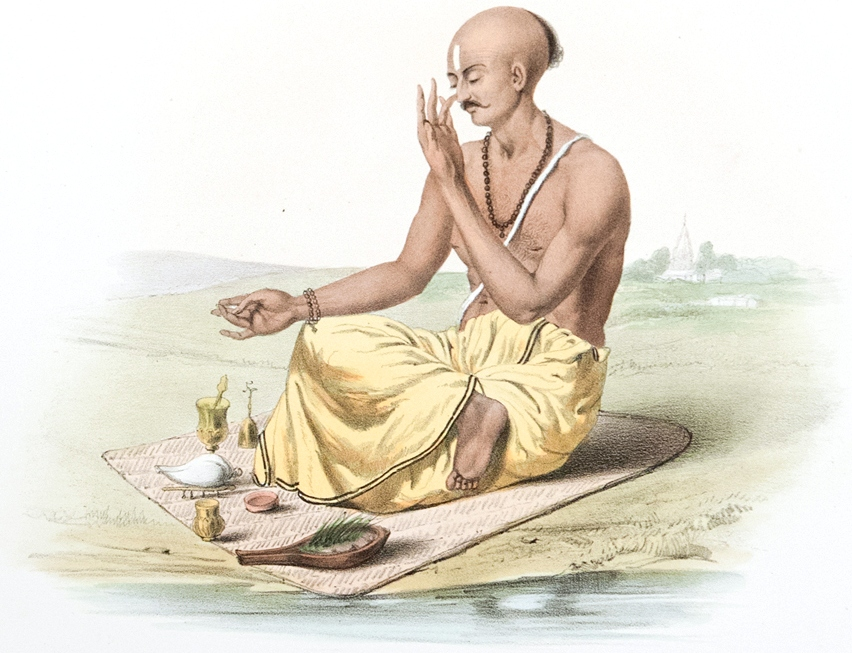
En la técnica de nāḍī śodhana, en posición de padmasana se inhala (pūraka) por una fosa nasal para luego exhalar por la otra fosa nasal (recaka), limpiando así los nadis.

De acuerdo al Haṭha Yoga Pradīpikā es posible hacer un cierre energético del idá nadi a través de la práctica de bandhas:
- Jalandhara bandha (versos 70 al 73): Con este bandha, se realizar el cierre energético de la garganta presionando la barbilla contra el pecho deteniendo los flujos descendentes de los nadis iḍā y piṅgalā, sin detener el flujo del aire a los pulmones.[10]

Asimismo, los versos 4, 5 y 6 del capítulo sobre pranayama en el Haṭha Yoga Pradīpikā mencionan la importancia de purificar los nadis y lograr un estado mental en que predomine sattva para lograr tener éxito en las prácticas del prāṇāyāma y lograr que el prāṇa entre a sushumná. En los versos del 7 al 10 en el libro se sugiere y describe la práctica de nāḍī śodhana prāṇāyāma para purificar los nadis.

## Otros nombres
- Idá, chandra nadi, ganga
- En el Haṭha Ratnāvalī: idá, chandra, sasi, vaii y vama[8]
- En el Haṭha Yoga Pradīpikā: bhagavati, ganga,[8] śaktirūpa